# پرسش بلاغی
پرسش انکاری، استفهام انکاری یا پرسش بلاغی گونه‌ای آرایه ادبی است که در قالب یک پرسش، موضوعی را مطرح می‌کند بی‌آنکه صرفاً به دنبال پاسخ مشخصی برای پرسش اصلی باشد. اگرچه استفهام انکاری از دیدگاه زبانی، پرسش به شمار می‌آیند، اما از آنجا که گاه با بیان پرسش، موضوعی از پیش مشخص و اعلام می‌شود (برای نمونه، پاسخ آن پرسش در خود صورت پرسش نهفته باشد)، همیشه نیاز به گذاشتن علامت سؤال در جلوی استفهام انکاری نیست. در بسیاری موارد، استفهام انکاری برای آغاز یک گفتگو یا جلب توجه برای آنکه شنونده پیام را متوجه شود، به کار می‌رود. برای نمونه، جمله «هوا سرد نشده است؟» در خود پیام سرد شدن هوا را پنهان دارد.
نمونه‌ای رایج از استفهام انکاری، «آیا تاکنون شده است کاری را درست انجام دهی؟» است که در آن در واقع دیدگاه شخص دوم درباره هوش و استعداد طرف مقابل بیان می‌شود و نه پرسشی مستقیم برای دانستن پاسخ.